# Attu
Attu – wyspa w grupie Wysp Bliskich, w archipelagu Aleutów w stanie Alaska. Jest najdalej na zachód wysuniętym punktem Stanów Zjednoczonych. Powierzchnia wynosi 892,8 km² (344,7 mi²). W roku 2010 w tutejszej Attu Station przebywało 21 osób, będących wówczas jedynymi mieszkańcami wyspy. Pod koniec sierpnia 2010 stacja została opuszczona.
W czerwcu 1942, podczas II wojny światowej, wyspa została opanowana przez wojska japońskie.  Wraz z pobliską wyspą Kiska, zdobytą w tym samym czasie, stanowiła jedyną część Stanów Zjednoczonych okupowaną przez wrogie wojska podczas wojny. Utrata wysp była dużym ciosem dla Amerykanów, głównie ze względów psychologicznych, bo wyspy nie miały większej praktycznej wartości dla obu stron. 11 maja 1943 na wyspie wylądował aliancki desant. Japoński garnizon wyspy stawiał opór do 29 maja.